# Хитров, Евгений Игоревич
Евгений Игоревич Хитров (укр. Хитров Євген Ігорович; род. 18 августа 1988, Кривой Рог, Днепропетровская область) — украинский боксёр-профессионал, выступающий в средней и второй средней весовых категориях. Заслуженный мастер спорта Украины, чемпион мира (2011) в любителях, чемпион Украины (2011).

## Биография
Родился 18 августа 1988 года в городе Кривой Рог Днепропетровской области.
Окончил среднюю школу № 4 в Кривом Роге.

## Любительская карьера
В 2010 году на первом в истории Кубке Европы по любительскому боксу Евгений Хитров завоевал золото, в финальном поединке нокаутировав во втором раунде титулованного армянского боксера Андраника Акопяна.
Главный успех Евгению на любительском ринге пришёл в 2011 году, когда он победил на чемпионате мира. На пути к победе Хитров победил венгра Золтана Харча, а в финале победил японца Рёта Мурата.
На Олимпийских играх 2012 года спорно проиграл местному боксёру, британцу Энтони Огого. Счёт был 18:18, и Хитров дважды отправлял Огого в нокдаун, но при подсчёте ударов и фолов победу присудили британцу.
В июне 2013 года на чемпионате Европы по боксу, выиграл бронзовую медаль, спорно проиграв в полуфинальном бою ирландцу Джейсону Куигли. Евгений был намного активнее своего соперника во втором и третьем раунде, но судьи снова склонили чашу весов в пользу соперника, оставив Хитрова со вторым скандальным и спорным поражением в любительской карьере.

## Профессиональная карьера
В октябре 2013 года Хитров подписал контракт с американской компанией Fight Promotions и перешёл в профессиональный бокс. 18 декабря 2013 года в дебютном поединке Хитров нокаутировал в 1-м раунде восьмираундового поединка, американца Кристиана Наву. Поединок состоялся во втором среднем весе.
30 мая 2014 года Евгений Хитров подписал контракт с Iron Mike Promotions. В конце 2014 года контракт Хитрова у Майка Тайсона перекупила компания Лу ДиБеллы DiBella Entertainment.
14 января 2017 года потерпел первое поражение в профессиональной карьере, уступив техническим нокаутом американскому боксёру Имманувелу Алииму за вакантный титул WBC Silver.

## Статистика профессиональных боёв
В таблице перечислены результаты всех поединков боксёров.
В каждой строке указан результат поединка. Дополнительно номер поединка обозначен цветом, который обозначает итог поединка. Расшифровка обозначений и цветов представлена в нижеследующей таблице.
| Пример | Расшифровка                     |
| ------ | ------------------------------- |
|        | Победа                          |
|        | Ничья                           |
|        | Поражение                       |
|        | Планируемый поединок            |
|        | Поединок признан несостоявшимся |
| КО     | Нокаут                          |
| ТКО    | Технический нокаут              |
| PTS    | Решение судей (по очкам)        |
| UD     | Единогласное решение судей      |
| MD     | Решение большинства судей       |
| SD     | Раздельное решение судей        |
| RTD    | Отказ от продолжения боя        |
| DQ     | Дисквалификация                 |
| NC     | Поединок признан несостоявшимся |

| 22 поединка, 20 побед (17 нокаутом), 2 поражения. | 22 поединка, 20 побед (17 нокаутом), 2 поражения. | 22 поединка, 20 побед (17 нокаутом), 2 поражения. | 22 поединка, 20 побед (17 нокаутом), 2 поражения. | 22 поединка, 20 побед (17 нокаутом), 2 поражения.         | 22 поединка, 20 побед (17 нокаутом), 2 поражения. | 22 поединка, 20 побед (17 нокаутом), 2 поражения.                          |
| Бой                                               | Рекорд                                            | Дата боя                                          | Соперник                                          | Место проведения боя                                      | Раундов, время                                    | Комментарии                                                                |
| ------------------------------------------------- | ------------------------------------------------- | ------------------------------------------------- | ------------------------------------------------- | --------------------------------------------------------- | ------------------------------------------------- | -------------------------------------------------------------------------- |
| 22                                                | 20(17)-2                                          | 23 ноября 2019                                    | Эрнест Амузу (25-4)                               | Bryan Glazer Family JCC Auditorium, Тампа, Флорида, США   | TKO 3 (8), 2:59                                   |                                                                            |
| 21                                                | 19(16)-2                                          | 1 августа 2019                                    | Габриэль Фам (11-1)                               | Convention Center, Монровилл, Пенсильвания, США           | TKO 6 (8), 2:38                                   | Завоевал вакантный титул WBC United States (USNBC) во втором среднем весе. |
| 20                                                | 18(15)-2                                          | 9 ноября 2018                                     | Малкольм Макаллистер (9-2)                        | Форум, Инглвуд, Калифорния, США                           | KO 4 (6), 1:44                                    |                                                                            |
| 19                                                | 17(14)-2                                          | 19 октября 2018                                   | Брэндон Адамс (18-2)                              | LADC Studios, Лос-Анджелес, Калифорния, США               | UD 5                                              | Бой в рамках турнира The Contender. Счёт: 44-50, 45-49, 45-49.             |
| 18                                                | 17(14)-1                                          | 5 октября 2018                                    | Морган Фитч (18-1-1)                              | LADC Studios, Лос-Анджелес, Калифорния, США               | KO 3 (5), 2:43                                    | Бой в рамках турнира The Contender.                                        |
| 17                                                | 16(13)-1                                          | 9 декабря 2017                                    | Джонатан Батиста (16-10)                          | Masonic Temple, Норфолк, Виргиния, США                    | TKO 1 (8), 2:26                                   |                                                                            |
| 16                                                | 15(12)-1                                          | 15 сентября 2017                                  | Деррик Финдли (27-21-1)                           | Foxwoods Resort, Машантакет, Коннектикут, США             | UD 8                                              | Счёт: 79-73, 80-72, 80-72.                                                 |
| 15                                                | 14(12)-1                                          | 14 января 2017                                    | Иммануэл Алим (16-0-1)                            | Барклайс-центр, Нью-Йорк, США                             | ТКО 6 (10), 1:20                                  | Бой за вакантный титул WBC Silver.                                         |
| 14                                                | 14(12)-0                                          | 21 июля 2016                                      | Пол Мендез (19-2-2)                               | Foxwoods Resort, Машантакет, Коннектикут, США             | TKO 9 (10), 1:20                                  | Защитил титул чемпиона NABF (2-я защита Хитрова).                          |
| 13                                                | 13(11)-0                                          | 5 марта 2016                                      | Кеннет Макнил (9-1)                               | Sands Bethlehem Event Center, Бетлехем, Пенсильвания, США | UD 10                                             | Защитил титул чемпиона NABF (1-я защита Хитрова). 99-91, 97-92, 97-92.     |
| 12                                                | 12(11)-0                                          | 31 октября 2015                                   | Джош Лютеран (14-2)                               | Цирк, Кривой Рог, Днепропетровская область, Украина       | KO 2 (10), 1:55                                   | Завоевал вакантный титул NABF в среднем весе.                              |
| 11                                                | 11(10)-0                                          | 7 августа 2015                                    | Ник Бринсон (17-3-2)                              | Bally’s, Атлантик-Сити, Нью-Джерси, США                   | TKO 8 (8), 2:31                                   |                                                                            |
| 10                                                | 10(9)-0                                           | 10 апреля 2015                                    | Аарон Коли (9-0-1)                                | Aviator Sports Complex, Бруклин, Нью-Йорк, США            | UD 8                                              | 78-74, 79-73, 79-73.                                                       |
| 9                                                 | 9(9)-0                                            | 6 марта 2015                                      | Хорхе Мелендес (28-4-1)                           | MGM Grand, Лас-Вегас, Невада, США                         | KO 8 (10), 0:42                                   |                                                                            |
| 8                                                 | 8(8)-0                                            | 9 января 2015                                     | Морис Луисхоум (8-0-1)                            | Morongo Casino Resort & Spa, Кабазон, Калифорния, США     | TKO 3 (8), 0:24                                   |                                                                            |
| 7                                                 | 7(7)-0                                            | 21 ноября 2014                                    | Луис Роуз (11-1-1)                                | Hard Rock Hotel and Casino, Талса, Оклахома, США          | KO 1 (8), 2:35                                    |                                                                            |
| 6                                                 | 6(6)-0                                            | 8 августа 2014                                    | Вилли Форчун (17-1)                               | Консол Энерджи-центр, Питтсбург, Пенсильвания, США        | TKO 1 (6), 0:30                                   |                                                                            |
| 5                                                 | 5(5)-0                                            | 6 июня 2014                                       | Крис Чатмен (12-3-1)                              | Turning Stone Resort & Casino, Верона, Нью-Йорк, США      | KO 3 (6), 2:18                                    |                                                                            |
| 4                                                 | 4(4)-0                                            | 10 апреля 2014                                    | Жас Фиппс (4-2)                                   | B. B. King Blues Club & Grill, Нью-Йорк, Нью-Йорк, США    | TKO 2 (6), 2:07                                   |                                                                            |
| 3                                                 | 3(3)-0                                            | 21 февраля 2014                                   | Джулиус Кеннеди (7-7-1)                           | Shipley Arena, Вестминстер, Мэриленд, США                 | TKO 5 (6), 2:29                                   |                                                                            |
| 2                                                 | 2(2)-0                                            | 31 января 2014                                    | Ромон Барбер (4-6)                                | Harrah’s, Честер, Пенсильвания, США                       | TKO 3 (6), 0:42                                   |                                                                            |
| 1                                                 | 1(1)-0                                            | 18 декабря 2013                                   | Кристиан Нава (2-5-1)                             | Webster Hall, Нью-Йорк, Нью-Йорк, США                     | TKO 1 (8), 2:57                                   |                                                                            |

## Награды
- Орден «За заслуги» (Украина) 3-й степени (2011);
- Заслуженный мастер спорта Украины;
- Знак «За заслуги перед городом» (Кривой Рог) 1-й степени (23 октября 2015)[9][10].

## Спортивные достижения

### Любительские
- 2011  Чемпион мира.
- 2013  Бронзовый призёр чемпионата Европы.

### Профессиональные региональные
- 2015—2017  Чемпион по версии NABF.